# Friedrich Fröbel
Friedrich Wilhelm August Fröbel (Oberweißbach/Thür. Wald (Schwarzburg-Rudolstadt), 21 april 1782 – Marienthal (Saksen-Meiningen), 21 juni 1852) was een Duits opvoedkundige. Hij is de oprichter van de eerste kleuterschool, in 1837 in Bad Blankenburg in Thüringen. Het was een instituut voor kinderen jonger dan zes jaar, die hij bezighield met allerhande zelfbedachte werkjes die hij leerzaam achtte. In 1840 hernoemde hij de school een Kindergarten, een tuin van kinderen voor kinderen, opdat de kleintjes maar mochten groeien als kool. Het verschil met de toen bestaande opvangcentra voor kleuters was dat Fröbel een pedagogische omgeving introduceerde waar kinderen zich konden ontwikkelen door hun eigen zelfexpressie en zelfgestuurd leren, gefaciliteerd door spel, liedjes, verhalen en verschillende andere activiteiten.
In zijn onderwijstheorieën ging Fröbel uit van een geloof in goddelijke eenheid in de natuur, waarbij hij geestelijke training toepaste als een fundamenteel principe. Papiervouwen was volgens hem een uitstekende methode om de kleuters te laten kennismaken met abstracte structuren. Driedimensionale lichamen als de bol, de kubus en de cilinder zouden de ontwikkeling van het kind stimuleren; een idee dat resulteerde in de eerste blokkendozen.
De nadruk als belangrijke ontwikkelingselementen bij jonge kinderen lag op:
- een plezierige leeromgeving,
- eigen activiteiten van kinderen,
- lichamelijke beweging.

Marie Brechbühl 1857-1933 was een pedagoge uit Zwitserland, die de ideeën van Fröbel volgde en in 1875 in Genève met een schooltje begon.

## Onderwijs
Wellicht is de aandacht die Fröbel had voor jonge kinderen nog wel belangrijker geweest dan zijn ideeën zelf. Zijn methodische aanpak heeft de pedagogiek mede gevormd.
Het Froebel College, tegenwoordig onderdeel van de universiteit van Roehampton in Londen, is gesticht in 1892. Het is een didactisch onderzoekscentrum en biedt lerarenopleidingen. De filosofie was bij de oprichting radicaal te noemen: onderwijs moet een creatief en dynamisch proces zijn, waarbij alle aspecten van de persoonlijkheid samen worden ontwikkeld, sociaal, moreel, esthetisch, spiritueel en wetenschappelijk. En het moet leuk zijn.
In Nederland is het gedachtegoed van Friedrich Fröbel in eerste instantie verspreid door met name de schrijfster Elise van Calcar (1822-1904) en onderwijskundige Wijbrandus Haanstra (1841-1925).
Voor de Tweede Wereldoorlog droegen veel scholen met die fröbelschool werden genoemd de onderwijsmethode ook uit. Met het in zwang komen van het werkwoord fröbelen in het algemeen taalgebruik gingen steeds meer fröbelscholen zichzelf kleuterschool noemen.

## Taal

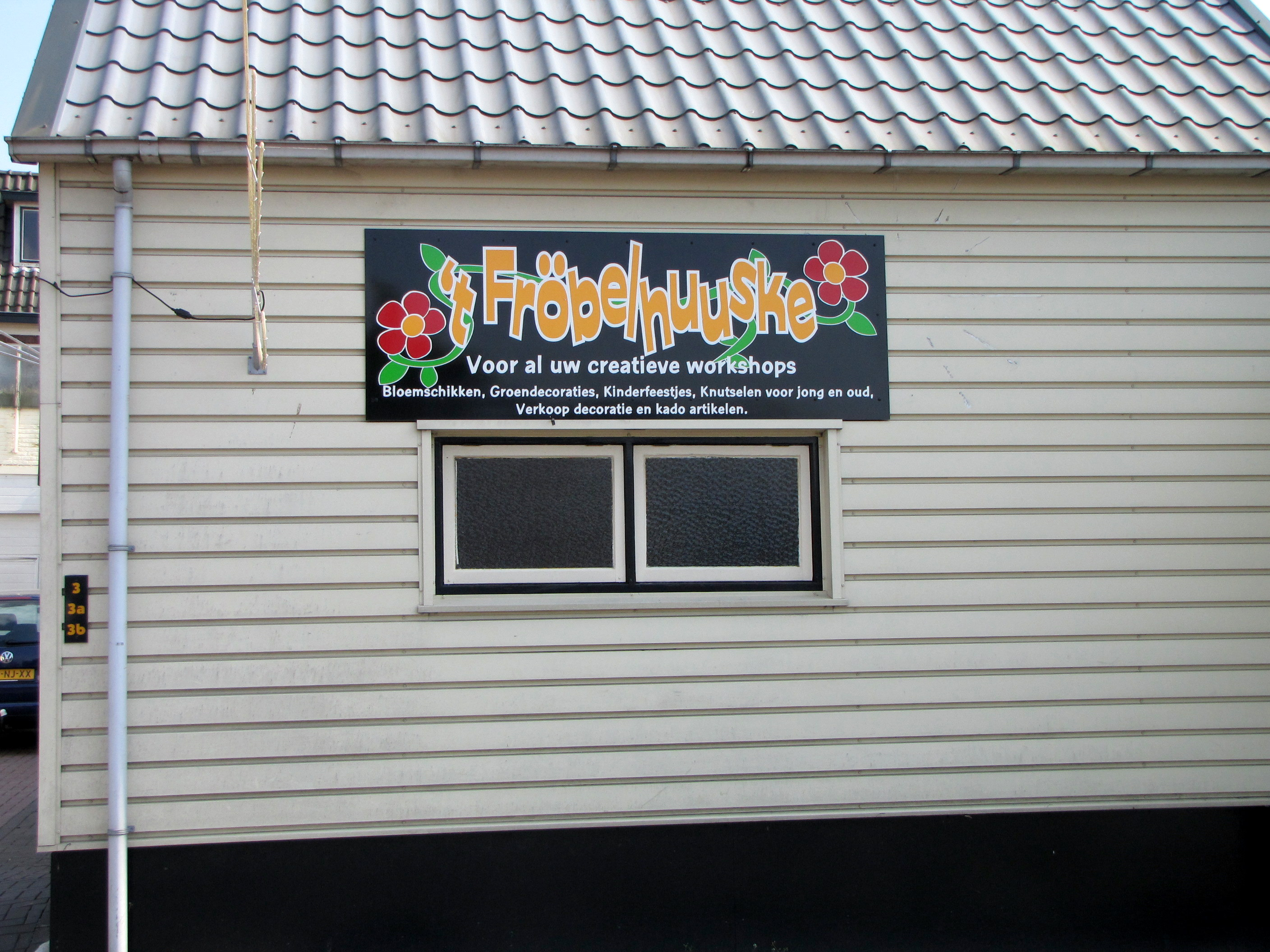
t Fröbelhuuske, een knutselwinkel in Terborg

In de hedendaagse taal heeft het door Fröbel geïntroduceerde woord Kindergarten zich een plaats veroverd als een kinderdagverblijf zonder speciale educatieve functie, vooral in Angelsaksische landen, maar het woord is ook in andere talen gesignaleerd. Alle kinderen in de Verenigde Staten gaan, wanneer zij nog klein zijn, naar een kindergarten. Op de Britse eilanden en met name in Schotland is nursery school gebruikelijker. In Duitsland kan voor het eerste onderwijs een Vorschule verbonden zijn aan een Kindergarten; de leerplicht is in de deelstaten verschillend geregeld.

### Fröbelen
Van Fröbels naam is het eponiem fröbelen afgeleid: "vrijblijvend creatief bezig zijn", vaak (maar niet noodzakelijkerwijs) met een licht denigrerende ondertoon. Ook het Duitse begrip Fröbelschule heeft soms deze ondertoon. In Nederland en Vlaanderen werden, zeker tot in de jaren zestig van de 20e eeuw, kleuterscholen nog vaak fröbelschool genoemd.
Symbolische pedagogiek werd door Fröbel gedefinieerd als het symbolisch beschouwen van de werkelijkheid als het beschouwen van de feitelijke mogelijkheden. Hierin lag de kern van de taak voor de opvoeder.

## Noot
- Volkscultuur.nl: Waar komt de term fröbelen vandaan?